# 罗马尼亚议会
罗马尼亚议会是罗马尼亚的立法机构。罗马尼亚议会实行两院制，分为眾議院与参议院。
罗马尼亚议会每届任期4年。

## 歷任議長

### 参议院
- 克林·波佩斯库-特里恰努，2014年3月10日－2019年9月2日。
- 安卡·德拉古，2020年12月21日[1]－。

### 众议院
- 利維烏·德拉格內亞，2016年12月21日－2019年5月27日。
- 卢多维克·奥尔班，2020年12月22日[1]－。